# Gmina Brøndby
Gmina Brøndby (duń. Brøndby Kommune) jest jedną z gmin w Danii w regionie stołecznym (do roku 2007 w okręgu Kopenhagi (Københavns Amt)). 
Gmina Brøndby została utworzona 1 kwietnia 1970 na mocy reformy podziału administracyjnego Danii. Kolejna reforma w roku 2007 potwierdziła status gminy.
Siedzibą władz gminy jest Brøndbyvester. 

## Dane liczbowe
- Liczba ludności: (♀ 16 827 + ♂ 17 686) = 34 513
  - wiek 0-6: 8,5%
  - wiek 7-16: 12,9%
  - wiek 17-66: 64,5%
  - wiek 67+: 14,1%
- zagęszczenie ludności: 1725,7 osób/km² (2004)
- bezrobocie: 6,0% osób w wieku 17-66 lat
- cudzoziemcy z UE, Skandynawii i USA: 156 na 10.000 osób
- cudzoziemcy z krajów Trzeciego Świata: 785 na 10.000 osób
- liczba szkół podstawowych: 8 (liczba klas: 187)